# Herbert E. Merwin
Herbert Eugene Merwin (* 20. Februar 1878 in Newton, Kansas; † 29. Januar 1963 in Washington, D.C.) war ein US-amerikanischer Mineraloge und Petrologe.
Er wuchs in Hensonville in New York auf und studierte an der Harvard University, an der er 1911 promoviert wurde. Danach war er Geologe an der Carnegie Institution in Washington D.C., wo er 1945 in den Ruhestand ging, aber noch bis 1959 weiterforschte.
Er galt als Autorität für Kristalloptik.
Er war Präsident der Mineralogical Society of America, deren Roebling Medal er 1949 erhielt. Das Mineral Merwinit ist nach ihm benannt.

## Publikationen (Auswahl)
- Some late Wisconsin and post-Wisconsin shore-lines of northwestern Vermont, Cambridge, Massachusetts : Printed for the Museum, 1908
- Mineralogical and petrographical researches, with special reference to the stability ranges of the alkali feldspars, Ph. D. Harvard University 1911
- The system, Cu-Fe-S, Urbana, Ill. : Society of Economic Geologists, 1937